# حسين بن مطلق الجبعاء
الشيخ حسين بن مطلق الجبعاء الدويش المطيري مؤسس نادي النصر وإدارة المعلومات بالمباحث العامة وصاحب قرية الصداوي ومساهم في تطوير الصداوي من ناحية التعليم والصحة والرياضة. والده مطلق بن الجبعاء الدويش كان أحد رجالات الملك عبد العزيزوأحد افراد المدرسة في مجلس الملك والذي كان يضم بجانبه ماجد بن خثيلة وغصاب بن منديل وفيصل بن شبلان ونافع بن فضيله

## تأسيس النصر
زيد بن مطلق الجبعاء المطيري مؤسس نادي النصر السعودي مع شقيقه حسين وبدعم من شقيقهم الأكبر.

## تسجيل الفريق
في ذلك الوقت لم تكن الرئاسة العامة لرعاية الشباب (الهيئة العامة للرياضة حاليا) قد تأسست بعد ولم يكن هناك سوى مكتب في وزارة المعارف يختص بهذه الشؤون 
وقام زيد وشقيقه حسين بتسجيل الفريق رسمياً في عام 1375هـ في هذا المكتب كفريق من الدرجة الثانية.

## الحقيقة التاريخية
مع تردد أكثر من اسم كان له اليد المساعدة في تأسيس النادي تأتي الحقيقة التاريخية لتؤكد أن «زيد بن الجبعاء» وأخوه 
«حسين بن الجبعاء» هما المؤسسين الحقيقيين لنادي النصر رغم بروز أسماء كناصر بن نفيسة إلا أن الشيخ زيد
أكد في حديثه السابق أن (ناصر بن نفيسة) لم يلتحق بهم إلا بعد مضي فترة ليست بالقصيرة من تأسيسه هو وحسين الجبعاء 
وبعد أن شكل النواة الحقيقية للنصر في تلك الحقبة الزمنية.

## النقطة الأولى
نجح أبناء الجبعاء (زيد وحسين) برئاسة عبد الرحمن بن سعود في أحداث نقلة نوعية في تاريخ النادي حينما نجح الفريق في الفوز على شباب الحجاز بهدف سجله (ميزر امان) وحصل النصر على الكأس الذي سلمهم إياه الأمير مشعل بن عبد العزيز أمير منطقة الحجاز 
آنذاك في عام (1381) لينتقل النصر رسمياً وليصعد من الدرجة الثانية إلى الدرجة الأولى ولتبدأ مرحلة جديدة في تاريخ هذا النادي.

## الابتعاد عن النصر
بعد أن استمر أبناء الجبعاء في نادي النصر وبعد الصعود للدرجة الأولى انقطع (زيد وحسين) لظروف خاصة واستلم النادي 
مجموعة من المحبين له منهم عبد الله مختار واخوه محمد مختار وأحمد على وفرج الطلال وقرروا خلال تلك الفترة الذهاب للأمير عبد الرحمن بن سعود
في منزله والإلحاح عليه بتولي منصب الرئيس وذلك في عام 1381هـ سيما أن سموه قد منح قبل ذلك الرئاسة الشرفية لنادي النصر 
وفعلاً تم لهم الأمر وهو تولى (أبو خالد) منصب الرئيس.

## حسين المؤسس واللاعب
حسين بن مطلق بن الجبعاء لم يكن شريكاً في التأسيس وفي الإدارة فقط بل تجاوز ذلك وشارك كلاعب أساسي في هجوم الفريق لكنه 
لم يستمر طويلاً حيث فضل الابتعاد واتاحة الفرصة للآخرين في حين اكتفى اخوه الأكبر زيد بالاشراف على النادي ولم يشارك مع 
النصر كلاعب طوال مسيرته في تلك الفترة ودعمه لجميع المشاركات الرياضية مادياً ومعنوياً حتى قبل وفاته بأيام.

## وفاته
في يوم الثلاثاء  25/01/1425 تُوفي حسين بن مطلق بن الجبعاء بسكتة قلبية وكان عمره حينها 61 عامًا.

## أبنائه
الابن الأكبر هو مطلق بن حسين الجبعاء الدويش ضابط في وزارة الداخلية والابن نايف بن حسين الجبعاء الدويش عضو شرف في نادي النصر موظف بوزارة الداخلية